# Kanton Pange
Pange is een voormalig kanton van het Franse departement Moselle. Het kanton maakte deel uit van het arrondissement Metz-Campagne.
Op 22 maart 2015 werd het kanton opgeheven. De gemeenten Ancerville, Aube, Béchy, Beux, Chanville, Flocourt, Lemud, Luppy, Rémilly, Thimonville, Tragny en Villers-Stoncourt werden toegevoegd aan het kanton Faulquemont, de overige gemeenten werden opgenomen in het op die dag gevormde kanton Pays Messin.

## Gemeenten
Het kanton Pange omvatte de volgende gemeenten:
- Ancerville
- Ars-Laquenexy
- Aube
- Bazoncourt
- Béchy
- Beux
- Chanville
- Coincy
- Colligny
- Courcelles-Chaussy
- Courcelles-sur-Nied
- Flocourt
- Laquenexy
- Lemud
- Luppy
- Maizeroy
- Maizery
- Marsilly
- Montoy-Flanville
- Ogy
- Pange (hoofdplaats)
- Raville
- Rémilly
- Retonfey
- Sanry-sur-Nied
- Servigny-lès-Raville
- Silly-sur-Nied
- Sorbey
- Thimonville
- Tragny
- Villers-Stoncourt